# Heng
Heng var hos de nordamerikanska Huronindianerna en ande som förknippades med åskan.
Eftersom Heng var lika energisk som klumpig, förkastades han av sin familj.